# جردل السحلبية
 بجردل السحلبية، (الاسم العلمي: Coryanthes) هو جنس من السحلبيات الهوائية الاستوائية. ويختصر اسم هذا الجنس بCrths في التجارة البستانية، وهو مستوطن أصلي في أمريكا الجنوبية، وأمريكا الوسطى، والمكسيك وترينيداد.